# エルヴィン・ジータス
エルヴィン・ジータス（Erwin Sietas、1910年7月24日 - 1989年7月19日）は、ドイツの競泳選手である。彼は、1936年に開催されたベルリンオリンピックの男子200メートル平泳ぎで銀メダルを獲得した他、ヨーロッパ水泳選手権で3個のメダルを獲得している。

## 経歴
ジータスは1920年代から1930年代にかけて活躍した平泳ぎ選手エーリッヒ・ラーデマッハー（1928年アムステルダムオリンピック男子200メートル平泳ぎ銀メダリスト）の後継者と目され、1928年から1936年までドイツ国内の平泳ぎ選手権で連続優勝していた。長身で筋肉質のジータスは、当時の平泳ぎ選手に多かった小柄でずんぐりした体形の選手たちとは一線を画していた。彼は200メートル平泳ぎを得意種目としていて、1928年に開催されたアムステルダムオリンピックから1936年のベルリンオリンピックまで、3回連続でこの種目にドイツ代表として出場している。1935年3月16日には、当時の世界記録2分42秒4を記録していた。
17歳で初出場したアムステルダムオリンピックの200メートル平泳ぎには、13の国から21人の選手が出場して、1928年8月6日（予選）、8月7日（準決勝）、8月8日（決勝）の日程で実施された。選手たちは4つの組に分けられて、まず予選に挑んだ。予選各組上位2名と、記録最上位の1名の計9選手が準決勝に進むことになっており、ジータスは2分57秒4の記録で1組の2位につけて勝ち残った。翌日の準決勝では、2分57秒8の記録で2組の3位となって決勝に進んだ。決勝では予選や準決勝よりもタイムを縮めて2分56秒6の記録を出したが、3位に入ったフィリピン代表のテオフィロ・イルデフォンソに0秒2及ばず、メダルを逃した。
次のロサンゼルスオリンピックの200メートル平泳ぎには、11の国から18人の選手が出場して8月11日（予選）、8月12日（準決勝）、8月13日（決勝）の日程で実施された。今回も選手たちは4つの組に分けられて、予選に挑んだ。2組で泳いだジータスは、日本代表の小池禮三についで2分51秒0で2位につけて勝ち残った。翌日の準決勝では、2分47秒6の記録で2組の1位となって決勝に進んだ。決勝では2分48秒0の記録だったが、今回も3位となったイルデフォンソに0秒9の差で及ばず、メダルを逃した。

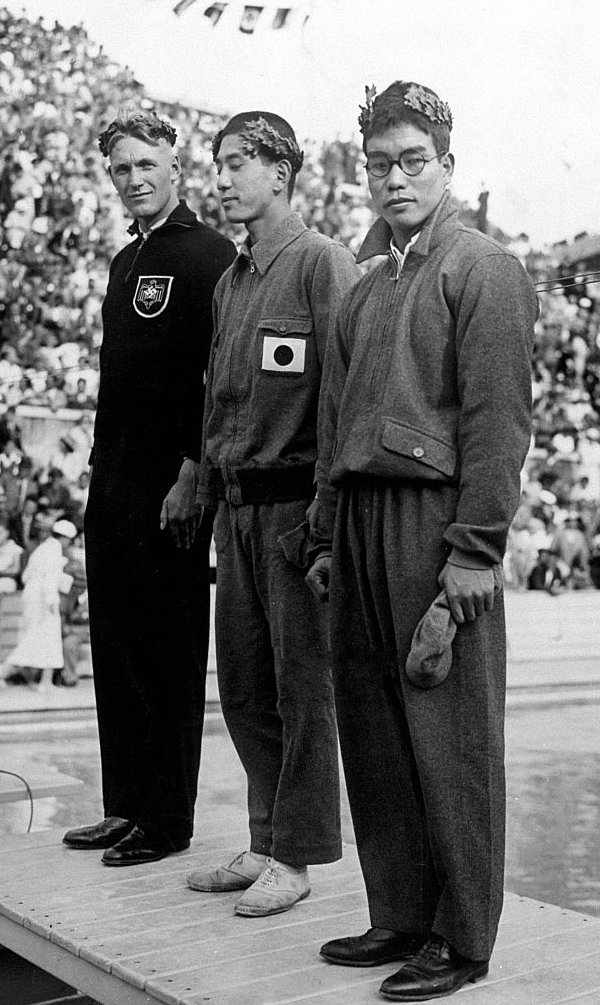
ベルリン五輪200m平泳ぎのメダルセレモニー（1936年8月15日）。左から銀メダルのジータス、金メダルの葉室鐡夫、銅メダルの小池禮三。

ジータスにとっての最後のオリンピックとなった1936年のベルリンオリンピックの200メートル平泳ぎには、11の国から25人の選手が出場して8月13日（予選）、8月14日（準決勝）、8月15日（決勝）の日程で実施された。選手たちは5つの組に分けられて、予選に挑んだ予選各組上位3名と、記録最上位の1名の計16選手が準決勝に進むことになっており、ジータスは、1組で日本代表の葉室鐡夫についで2分44秒6の記録で2位となり、準決勝に進んだ。翌日の準決勝では、2分44秒8の記録で葉室、アメリカ代表のハーバート・ヒギンスについで3位に入って決勝に勝ち残った。決勝にはジータスの他、同じくドイツ代表のヨッヘン・バルケ、日本代表の葉室、小池、伊藤三郎、アメリカ代表のヒギンス、そしてフィリピン代表のイルデフォンソが出場した。レースではヒギンスがバタフライ泳法で飛ばし、バルケが追いついた。45メートル付近で葉室と小池が追いつき、50メートルのターンは葉室、小池、ヒギンス、バルケの順だった。60メートル付近でジータスはヒギンスを抜き去り、葉室に追いすがった。100メートルターンでは葉室、ジータス、イルデフォンソ、小池の順だった。ジータスは小池、イルデフォンソ、ヒギンスと抜きつ抜かれつの状態で葉室を僅差で追い、150メートルターンに差し掛かった。ここでは葉室、ヒギンス、小池、ジータス、イルデフォンソの順だった。残り30メートルというところでジータスは葉室との差を詰めて逆転する寸前まで追いすがったが、結局葉室は2分41秒5で逃げ切り、ジータスは2分42秒9で2位となって銀メダルを獲得した。なお、3位には小池が入り、4位以下はヒギンス、伊藤、バルケ、イルデフォンソの順であった。
ベルリンオリンピックから36年後の1972年、ドイツで2度目の開催となるミュンヘンオリンピックの年にジータスと葉室に「再戦」の機会が訪れた。そのきっかけとなったのは、1970年に大阪で開催された万国博覧会だった。万国博覧会のドイツ館とドイツ国内とを結ぶラジオ放送に葉室がゲスト出演した際、海の向こうのドイツ国内では、ジータスが同じくゲストとしてラジオマイクの前にいた。葉室が「君はまだ水泳を続けているか」と問いかけると、ジータスは「まだ続けている」と答えた。次にジータスが葉室に「2年後にはミュンヘンに来るか」と尋ねると葉室は「必ず行く」と答えた。そして「もしよければ、あのオリンピックプールでもう1度レースをしないか」と提案し、ジータスもその提案に賛同した。
2年後の1972年、葉室はジータスとの約束を果たすためにドイツを訪れた。既に一般公開されていたオリンピアパルク・スイムシュタディオンは、2人のために特別に2つのコースを設定した。当時62歳のジータスと58歳の葉室は、プールに通う子供たちが見守る中で同時にスタートを切った。今回はジータスが先行し葉室が追いかける展開となって、ジータスがタッチの差で逃げ切った。2人の競った距離は、200メートルから50メートルへと短くなっていた。ドイツの新聞は翌日、「金メダルに36年遅かった」という見出しでジータスの勝利を伝えた。しかし、ジータスも葉室も友情を確認するだけで十分で、もはや勝ち負けなどは関係ないことだった。その後も2人の友情は続き、1978年に当時の西ベルリンで開催された第3回世界水泳選手権でも、一緒にオリンピアパルク・スイムシュタディオンのスタンドで平泳ぎのレースを観戦している。
オリンピック以外の主要な競技会では、ヨーロッパ水泳選手権で1931年に200メートル平泳ぎで銅メダル、1934年に金メダル、1938年に銀メダルを獲得した実績を持っている。ジータスは1989年にハンブルクで死去した。死後の1992年には、国際水泳殿堂（en:International Swimming Hall of Fame）入りしている。

## 主な大会の成績
| 年   | 大会                                                            | 場所                           | 種目       | 結果 | 記録     |
| ---- | --------------------------------------------------------------- | ------------------------------ | ---------- | ---- | -------- |
| 1928 | アムステルダムオリンピック                                      | アムステルダム（オランダ）     | 200m平泳ぎ | 4位  | 2分56秒6 |
| 1931 | ヨーロッパ水泳選手権（en:1931 European Aquatics Championships） | パリ（フランス）               | 200m平泳ぎ | 3位  | 2分55秒0 |
| 1932 | ロサンゼルスオリンピック                                        | ロサンゼルス（アメリカ合衆国） | 200m平泳ぎ | 4位  | 2分48秒0 |
| 1934 | ヨーロッパ水泳選手権（en:1934 European Aquatics Championships） | マクデブルク（ドイツ）         | 200m平泳ぎ | 1位  | 2分49秒0 |
| 1936 | ベルリンオリンピック                                            | ベルリン（ドイツ）             | 200m平泳ぎ | 2位  | 2分42秒9 |
| 1938 | ヨーロッパ水泳選手権（en:1938 European Aquatics Championships） | ロンドン（イギリス）           | 200m平泳ぎ | 2位  | 2分45秒9 |